# Freer Gallery of Art
De Freer Gallery of Art is een museum voor Aziatische kunst in Washington, de hoofdstad van de Verenigde Staten. Het bevindt zich ten zuiden van de National Mall.
Het museum is onderdeel van het Smithsonian Institution en samen met de Arthur M. Sackler Gallery vormen ze de Smithsonian's nationale musea voor Aziatische kunst in de Verenigde Staten. De Freer Gallery bevat kunst uit onder andere China, Korea, Japan en Zuidoost-Azië, maar is er ook een belangrijke collectie Amerikaanse kunst. Daarnaast beschikt het museum over een collectie islamitische kunst, kunst uit het Oude Egypte en kunst uit het Oude Nabije Oosten.
Freer en Sackler herbergen gezamenlijk de grootste onderzoeksbibliotheek op het gebied van Aziatische kunst in de Verenigde Staten en zijn toegankelijk voor het publiek.

## Geschiedenis
De oprichting van de Freer Gallery of Art is mogelijk gemaakt door Charles Lang Freer (1854-1919), een treinwagenfabrikant en autodidact kunstkenner. Freer bezat een grote collectie kunst waaronder veel werken van de Amerikaanse kunstenaar James McNeill Whistler (1834-1903). In 1906 schonk Freer zijn collectie Aziatische en Amerikaanse kunst aan de natie, een geschenk dat hij een jaar eerder informeel had besproken met President Theodore Roosevelt. Naast de kunstobjecten bevatte de schenking ook de financiële middelen om een gebouw te bouwen en een fonds voor de studie en verwerving van Oosterse, Egyptische en Nabije-Oosterse beeldende kunst.
Freer stelde wel een aantal voorwaarden aan zijn schenking. Alleen objecten uit de vaste collectie mochten worden tentoongesteld en geen van de kunst mocht elders worden tentoongesteld. Freer had de overtuiging dat alle bezit van het museum te allen tijde gemakkelijk toegankelijk moest zijn voor wetenschappers. In het legaat stelde Freer ook de voorwaarde dat hijzelf de volledige curatoriële controle over de collectie zou uitoefenen tot aan zijn dood. Het Smithsonian aarzelde aanvankelijk over de vereisten, maar dankzij de tussenkomst van Roosevelt kon het project toch doorgaan. Freer zou echter te komen overlijden nog voordat de bouw en oprichting van het museum was voltooid.
De bouw van het museum begon in 1916 en werd afgerond in 1921. Het gebouw is ontworpen in een Italiaanse renaissancestijl door architect Charles A.Platt en is gebaseerd op de inspiratie van Freer die hij had opgedaan in Italiaanse palazzo's.
In 1923 werd de Freer Gallery of Art geopend voor het publiek. En was daarmee het eerste museum van het Smithsonian dat was gebaseerd op een legaat van een particuliere verzameling. 
In de jaren negentig van de twintigste eeuw heeft er een ingrijpende renovatie plaatsgevonden waarbij onder andere de opslag- en tentoonstellingsruimte aanzienlijk werden vergroot. Door middel van een ondergrondse tentoonstellingsruimte werden de Freer Gallery en de Arthur M. Sackler Gallery met elkaar verbonden. Ook werd het auditorium van het museum gerenoveerd en werd deze hernoemd tot de Eugene and Agnes E. Meyer auditorium. Eugene Meyer (1875-1959) en Agnes Ernst Meyer (1887-1970) waren goede vrienden van Charles Lang Freer en ook zij hadden Chinese en Japanse kunst uit hun eigen collectie gedoneerd aan het het museum. De renovatie leidde tot een grote heropening in 1993.

## Collectie

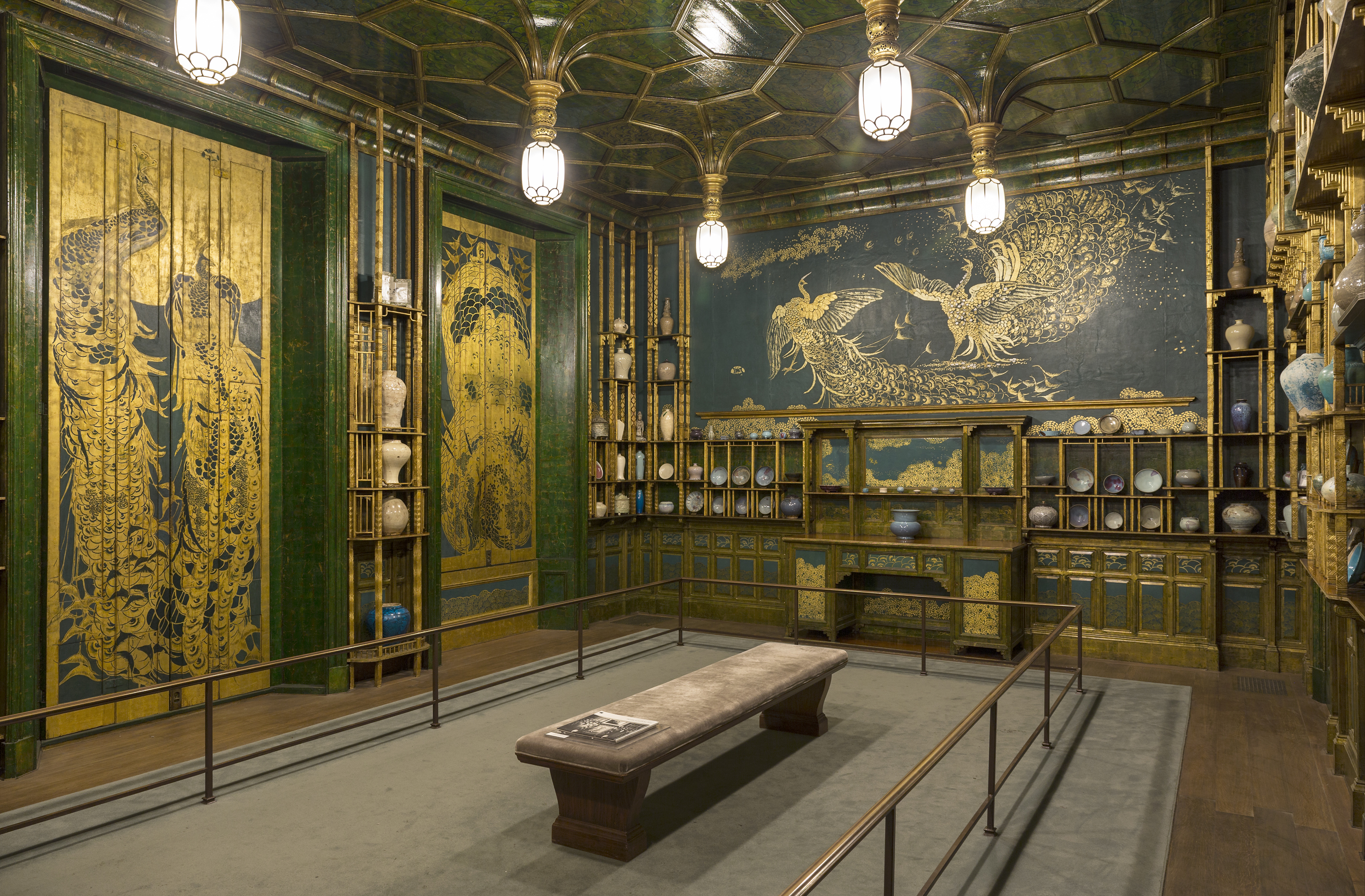
The Peacock Room door James McNeill Whistler

In het museum zijn diverse objecten tentoongesteld, waaronder Chinees schilderwerk, keramiek, Koreaans aardewerk, Japanse byōbu's (vouwpanelen wandschermen), Indische en Perzische manuscripten en boeddhistische beeldhouwkunst.
In de loop der jaren heeft het museum zijn basiscollectie uit de schenking flink uitgebreid door middel van giften en verwerving.
Een bijzonder permanente tentoonstelling in het museum is The Peacock Room, een Londense eetkamer met geschilderde panelen (veel groen en versierd met gouden pauwen) door Whistler in 1876-77 in opdracht van Frederick Richards Leyland, een Britse scheepvaartmagnaat. In 1904 werd de kamer aangeschaft door Freer en naar de Verenigde Staten verscheept en na zijn dood in het museum geïnstalleerd. 